# Hermann Schlosser
August Hermann Schlosser (* 8. Oktober 1889 in Gießen; † 5. Juni 1979 in Kronberg im Taunus) war ein deutscher Kaufmann, Wehrwirtschaftsführer und Unternehmensvorstand. Er wirkte von 1939 bis 1959 – eingeschlossen eine Suspendierung zwischen 1945 und 1949 – als Vorstandsvorsitzender und von 1959 bis 1965 als Aufsichtsratsvorsitzender des Degussa-Konzerns. In der Zeit des Nationalsozialismus orientierte sich das Unternehmen unter seiner Führung an der nationalsozialistischen Wirtschaftspolitik, beschäftigte während des Zweiten Weltkriegs tausende Zwangsarbeiter und verarbeitete Raubgold. In der frühen Bundesrepublik Deutschland betrieb Schlosser den Wiederaufbau und die Modernisierung der Degussa.

## Leben

### Ausbildung und Berufstätigkeit
Er war der Sohn des Pfarrers und späteren Kirchenrats Georg Schlosser. Einer seiner Brüder war der Theologe und Quäker Rudolf Schlosser. Er besuchte das Humanistische Gymnasium Gießen und absolvierte nach dem Abitur ab 1908 eine kaufmännische Lehre bei der hamburgischen Handelsfirma für Kolonial- und Gemischtwaren Meyer & Soetbeer. 1910 wechselte er in die Firmenniederlassungen im damaligen Britisch-Ostindien, deren Leitung er 1912 übernahm.
Bei Ausbruch des Ersten Weltkrieges 1914 meldete sich Schlosser freiwillig. Nach einer Verwundung wurde er aus dem Kriegsdienst entlassen und trat im Februar 1915 als Handlungsgehilfe in die Deutsche Gold- und Silber-Scheideanstalt vormals Roessler (ab 1980 Degussa AG) in Frankfurt am Main ein. Von 1916  bis 1918 leistete er erneut Kriegsdienst.
Nach Kriegsende kehrte Schlosser zur Degussa zurück. Er wurde im Februar 1919 für neun Monate in die Niederlande geschickt, um das Exportgeschäft vor allem in die USA wieder aufzubauen. 1922 wurde er zum Prokuristen und Leiter der Chemikalienabteilung ernannt. Er reorganisierte das wachsende Geschäft mit dem Schädlingsbekämpfungsmittel Zyklon und sorgte für eine führende Stellung im internationalen Cyanid-Kartell. 1926 wurde er stellvertretendes und 1928 ordentliches Mitglied des Vorstands. Schlosser übernahm mit Ausnahme der Abteilung für Metall und der für Produkte zur Holzverkohlung zunehmende kaufmännische Verantwortung für alle Geschäftsfelder der Degussa.

### Zeit des Nationalsozialismus
Nach der nationalsozialistischen Machtergreifung 1933 stellte der national-konservativ geprägte Schlosser einen Aufnahmeantrag in die NSDAP. Er entsprach damit zwar einerseits der Bitte seiner Vorstandskollegen, da man den neuen Machthabern gegenüber guten Willen zeigen wollte. Andererseits galt er aber auch als der kommende Mann des Konzerns und von allen Vorstandsmitgliedern als derjenige, der  dem Nationalsozialismus am nächsten stand. Tatsächlich sprachen ihn der von der NSDAP propagierte „nationale Sozialismus“ und die „Volksgemeinschafts“-Ideologie an. Weil Schlosser aber nicht auch sofort bei den Freimaurern ausgetreten war, wurde sein Antrag Ende 1934 von einem Frankfurter Ortsgruppengericht abgelehnt. Als Schlosser 1939 Vorstandsvorsitzender der Degussa geworden war, erfolgte auf Betreiben der Gauleitung seine Aufnahme in die Partei „durch Gnadenerlaß des Führers“ vom 19. Dezember 1939. Die Mitgliedschaft wurde auf das Jahr 1933 zurückdatiert. Dass dies, wie Schlosser später behauptete, ohne sein Wissen erfolgte, hält der Historiker Peter Hayes für unwahrscheinlich.
Als Konzernchef setzte Schlosser die Politik seines Vorgängers Ernst Busemann zur Neuorganisation des Konzerns fort. So vollendete er die formell bereits 1930/31 vollzogene Fusion zwischen der Degussa und der „Holzverkohlungs-Industrie AG“, Konstanz (Hiag), sowie dem „Verein für Chemische Industrie“, Frankfurt, wodurch die Degussa im Bereich der organischen Chemie aktiv wurde.
Schlosser unterhielt gute Beziehungen zum Regime und wurde 1943 zum Wehrwirtschaftsführer ernannt. Er wurde im Januar 1943 mit der Leitung der Wirtschaftsgruppe Chemie beauftragt, die er neu organisierte, und ihm gelang es sogar, dass sich ein Parteivertreter aus dem Vorstand der Degussa zurückzog. Die Degussa erschien als so loyal, dass einige Verantwortliche innerhalb des NS-Regimes erwogen, das Unternehmen als Gegengewicht zur IG Farben aufzubauen. Auf der anderen Seite unterstützte Schlosser mit persönlichem Risiko Juden unter den leitenden Angestellten der Degussa wie Ernst Eichwald, den Leiter der Frankfurter Patentabteilung. Peter Hayes weist darauf hin, dass Schlossers rücksichtsvolles und besonnenes Verhalten gegenüber Juden persönlich und nicht politisch motiviert gewesen sei. Es gebe zumindest ein Beispiel, bei dem auch Schlosser im Konfliktfall den nationalsozialistischen Antisemitismus zum eigenen geschäftlichen Erfolg nutzte. Er attestiert Schlosser „eine bemerkenswerte Fähigkeit, sich Befehlen von oben anzupassen und sich anschließend von ihrer Richtigkeit zu überzeugen. Dies war ein Geheimnis seines Erfolgs, das Leitmotiv seiner Führung, und es kennzeichnete auch das Verhalten seiner Firma im Dritten Reich – mit erfreulichen Resultaten für das Unternehmen, aber schrecklichen Folgen für unzählige Deutsche und für all die «Untermenschen», die das NS-Regime grausam unterdrückte.“
Unter Schlosser wurde die Ausrichtung der Degussa auf die nationalsozialistische Wirtschaftspolitik fortgesetzt. Während des Zweiten Weltkriegs beschäftigte die Degussa rund 3000 Zwangsarbeiter (davon ca. 40 % Juden). Sie verarbeitete aus jüdischem Besitz stammendes Gold bzw. Zahngold ermordeter KZ-Häftlinge. Laut Peter Hayes habe die Konzernführung über die Herkunft des Goldes soviel gewusst, wie sie für nötig hielt. Es sei unglaubwürdig, dass nicht wenigstens die Leiter der profitablen Metallabteilung gewusst hätten, dass es sich dabei auch um Raubgold gehandelt habe.
Die Deutsche Gesellschaft für Schädlingsbekämpfung (Degesch), eine Tochterfirma der Degussa, in deren Verwaltungsrat Schlosser seit 1940 saß, stellte Zyklon B her, das zur massenhaften Ermordung von Menschen in den Gaskammern der nationalsozialistischen Konzentrationslager verwendet wurde. Nach dem Krieg beschwor Schlosser, davon keine Kenntnis gehabt zu haben. Das Gegenteil ist ihm aus den überlieferten Dokumenten nicht zu beweisen. Peter Hayes weist darauf hin, dass Schlosser dem Chef der Degesch, Gerhard Peters, nicht sonderlich nahestand, dass er aber ohne Hinweise von Peters oder anderen Mitarbeitern der Degesch allein aus den Verkaufszahlen des Zyklon B nicht habe erkennen können, dass damit auch Menschen vergast wurden.

### Nach dem Zweiten Weltkrieg
Im September 1945 wurde Schlosser auf Anweisung der amerikanischen Militärregierung aus der Degussa entlassen. Im Spruchkammerverfahren wurde er 1947 zunächst als „minderbelastet“ (Gruppe III) mit einer zweijährigen Bewährungszeit eingestuft. Das Urteil wurde ein Jahr später revidiert und Schlosser als „Mitläufer“ (Gruppe IV) eingestuft. Im Zuge der Ermittlungen zum Zyklon B-Prozess gegen Gerhard Peters wurde er 1948 verhaftet, aber, da ihm kein Wissen um die Verwendung des Zyklon B nachgewiesen werden konnte, nach wenigen Wochen wieder auf freien Fuß gesetzt.
Nachdem Schlosser bereits 1947 eine Beratertätigkeit für die Degussa aufgenommen hatte, wurde er 1949 wieder in den Vorstand gewählt. 1950 übernahm er den Vorstandsvorsitz, den er bis 1959 innehatte. In dieser Zeit betrieb er die Modernisierung und Erweiterung der Degussa und bemühte sich um die Wiederbegründung des Verbandes der Chemischen Industrie. Schlosser wechselte 1959 in den Aufsichtsrat der Degussa, amtierte bis 1965 als Aufsichtsratsvorsitzender und wurde anschließend zum Ehrenvorsitzenden ernannt. Die 1955 begründete Hermann-Schlosser-Stiftung der Degussa, welche sich der Förderung des naturwissenschaftlichen Nachwuchses verschrieben hatte, ging 2001 in der Degussa-Stiftung auf.  Die Degussa benannte zudem das repräsentative Hermann-Schlosser-Haus nach ihm. Von 1960 bis 1972 war er Mitglied des Kuratoriums der Friedrich-Naumann-Stiftung. Bis zu seinem Tod war er Ehrenmitglied des Gremiums.
Schlosser wurde 1964 mit dem Großen Verdienstkreuz mit Stern der Bundesrepublik Deutschland ausgezeichnet, erhielt 1954 die Ehrenplakette der Stadt Frankfurt am Main und wurde 1965 zum Ehrenbürger von Gießen ernannt.